# StarCraft (saga)
StarCraft és una franquícia multimèdia de ciència-ficció militar creada per Chris Metzen i James Phinney, propietat de Blizzard Entertainment. La saga se centra en una lluita galàctica per la dominació entre tres espècies—els adaptables i mòbils terrans, els insectaris zerg, i els enigmàtics protoss—en un indret distant de la Via Làctia conegut com el Sector Koprulu a principis del segle XXVI. La franquícia va debutar amb el videojoc StarCraft en 1998. Des d'aleshores ha crescut per incloure uns altres jocs, així com vuit novel·litzacions, dos articles d'Amazing Stories, un joc de tauler, i altres llicències de marxandatge com figures col·leccionables o joguets.